# Schloss Wolfurt

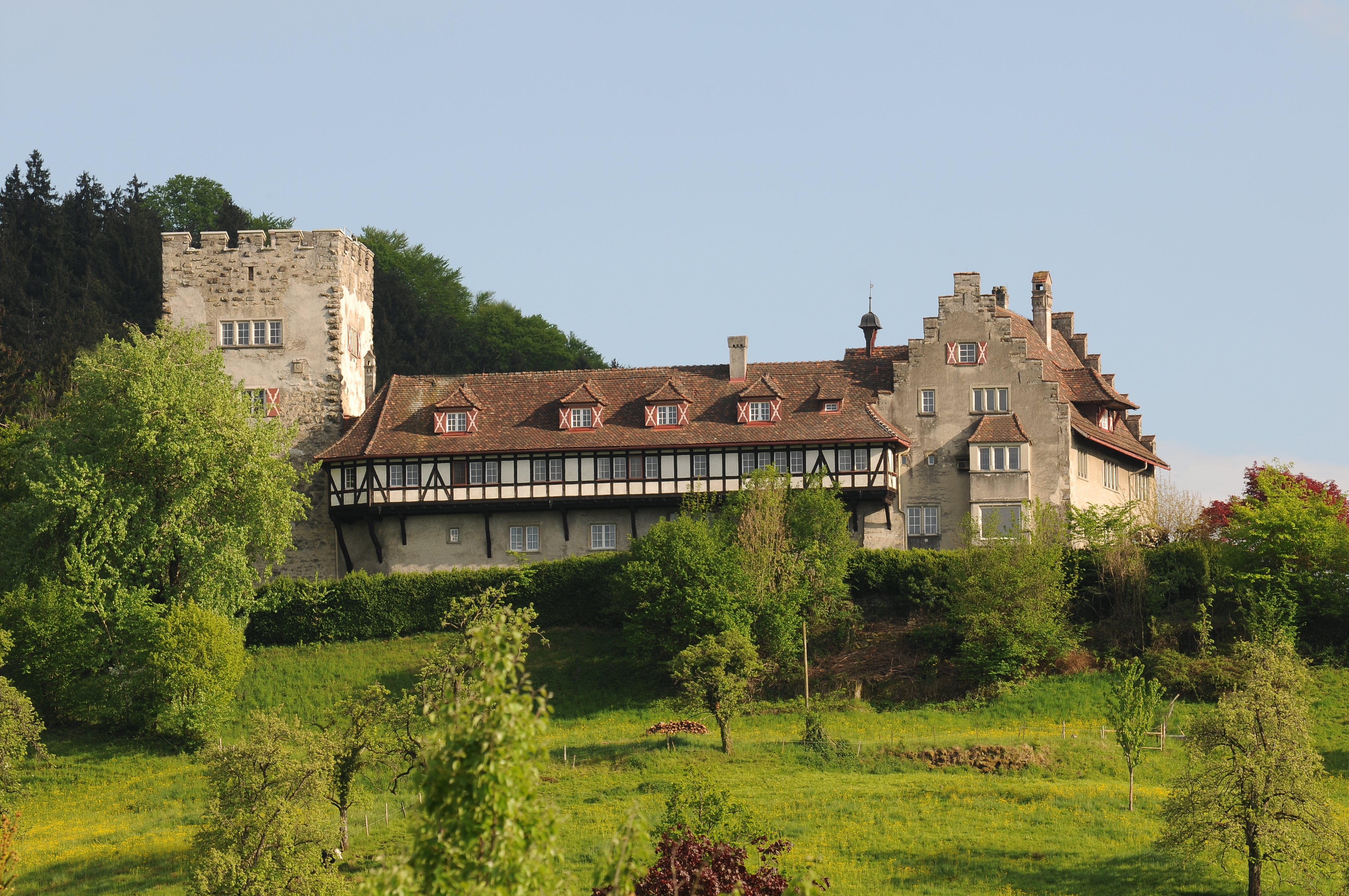
Schloss Wolfurt, bei Wolfurt

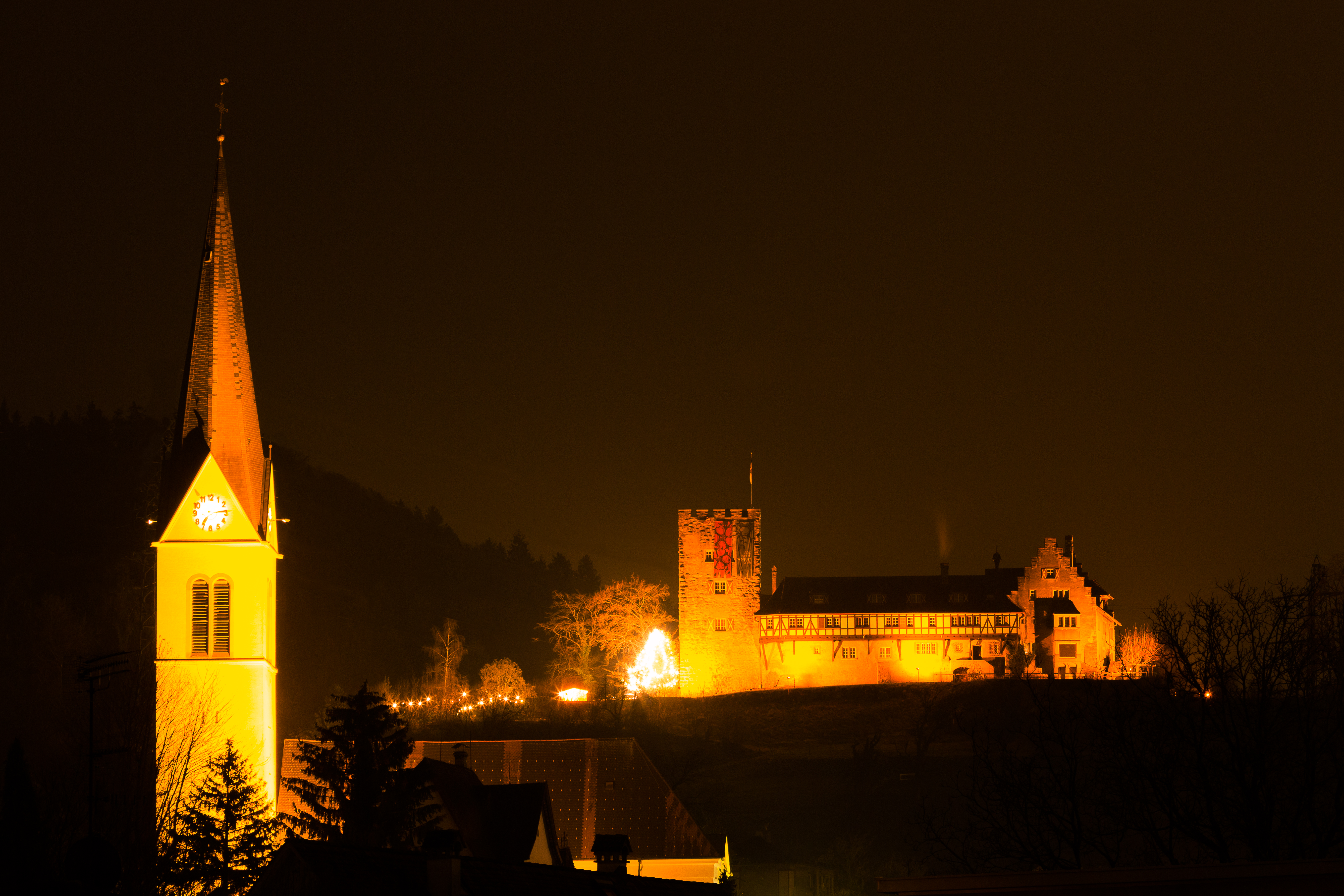
Kirche und Schloss Wolfurt

Das Schloss Wolfurt ist ein Schloss in Wolfurt im Vorarlberger Bezirk Bregenz und war der Stammsitz der Herren von Wolfurt.

## Geschichte
In Urkunden von 1217 und 1226 wird es erstmals genannt. 1402 erwarb das Kloster Mehrerau die Hälfte der Burg von den Wolfurtern. Die Burg wurde ein Sommersitz der Äbte. Noch vor der Mitte des 15. Jahrhunderts wurde Wolfurt landesfürstlich. 1451 fiel es an Österreich und wurde seitdem als Lehen an verschiedene Bregenzer Patrizierfamilien vergeben; zunächst an die Familie Kaisermann, 1463 an die Familie Leber von Wolfurt.
Im Jahr 1530 kaufte der Abt des Klosters St. Gallen, Kilian Germann (1485–1530), das Schloss Wolfurt und flüchtete von St. Gallen hierher. Nach ihm bewohnte Diethelm Blarer von Wartensee (Abt von 1530 bis 1564) das Schloss.
1653 übernahm Johann Wilhelm Marius das inzwischen wieder heimgefallene Lehen, nach ihm wurde 1696 Benedikt Reichart aus Bregenz mit Wolfurt belehnt. Er veranlasste um 1707 den barocken Umbau im Inneren. Nachdem 1750 Joseph Xaver Tröndlin von Greiffenegg (1705–1765) den Bau erworben hatte, gelangte er zwei Jahre später in bäuerlichen und danach in bürgerlichen Besitz. Dessen Enkel Hermann Gottlob von Greiffenegg (1775–1847) benannte sich dann zusätzlich als von Wolffurt. Nach 1856 kam es durch einen Bregenzer Kaufmann zu einem Umbau im neoromanischen Stil. Weitere Umbauten wurden ab 1937 nach Plänen von Johann Anton Tscharner durchgeführt.
Friedrich Wilhelm Schindlers Sohn Fritz Schindler erwarb 1936 Schloss Wolfurt und übersiedelte 1950 von der Villa Grünau in Kennelbach nach dort. 1939 wurde es durch einen Brand zerstört, wobei der 1940 erfolgte Wiederaufbau in gotischen Formen nach Plänen des ehemaligen Architekten durchgeführt wurde. 1945 wurde die zum Schloss umgestaltete Burg bis zum Jahr 1953 vorübergehend zum Wohnsitz des Chefs der französischen Militärregierung für Vorarlberg. Anschließend wurde das Schloss an die Familie Schindler zurückgegeben und verblieb bis 2017 in Familienbesitz. 
Im März 2017 beschloss die Wolfurter Gemeindevertretung, das Schloss zum Preis von 4,1 Millionen Euro zu kaufen und es damit ins Eigentum der öffentlichen Hand zu bringen.